# 中国2010年上海世界博览会法国馆
31°11′12″N 121°28′28″E / 31.1866468°N 121.4745212°E

法国馆吉祥物

中国2010年上海世界博览会法国馆是2010年上海世博会上代表法国的展馆，位于世博园区C片区，占地面积6000平方米。法国馆的主题是“感性城市-宁静安详，清新凉爽”，吉祥物是一只名叫Léon的小猫，而形象大使则是法国影星阿兰·德龙。同时，法国还是第一个确认参展上海世博会的国家。
法国馆的基本形态是一个长方体，外部有一层网格结构将其围起，类似于埃菲尔铁塔。展馆中包括以味觉、视觉、触觉、嗅觉、听觉这五大感性元素为主题的五个展厅。在展馆内的“第六感餐厅”中，雅克·普塞尔（Jacques Pourcel）和罗朗·普塞尔（Laurent Pourcel）这两位兄弟厨师会呈现出各种法式大餐。
另外，法国馆还将会展出由奥赛博物馆珍藏的七幅作品：
- 让-弗朗索瓦·米勒《晚钟》
- 爱德华·马奈《阳台》
- 梵高《阿尔的舞台》
- 保罗·塞尚《咖啡壶边的妇女》
- 皮埃尔·博纳尔（Pierre Bonnard）《化装间》
- 保罗·高更《餐点》
- 奥古斯特·罗丹《青铜时代》

2014年11月22日，由原上海世博会法国馆改建而成的二十一世纪民生美术馆正式对公众开放。

## 图集

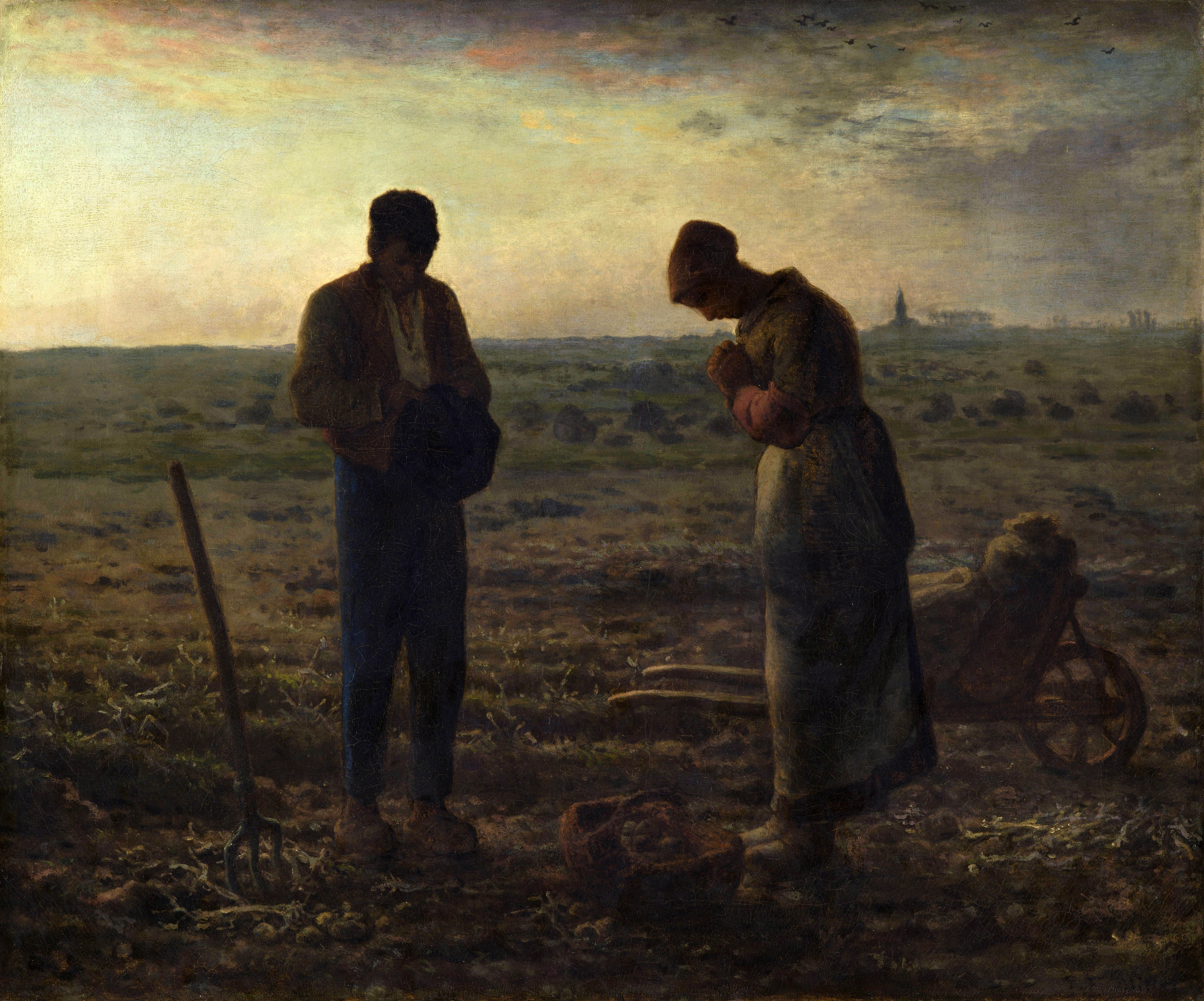
让-弗朗索瓦·米勒《晚钟》
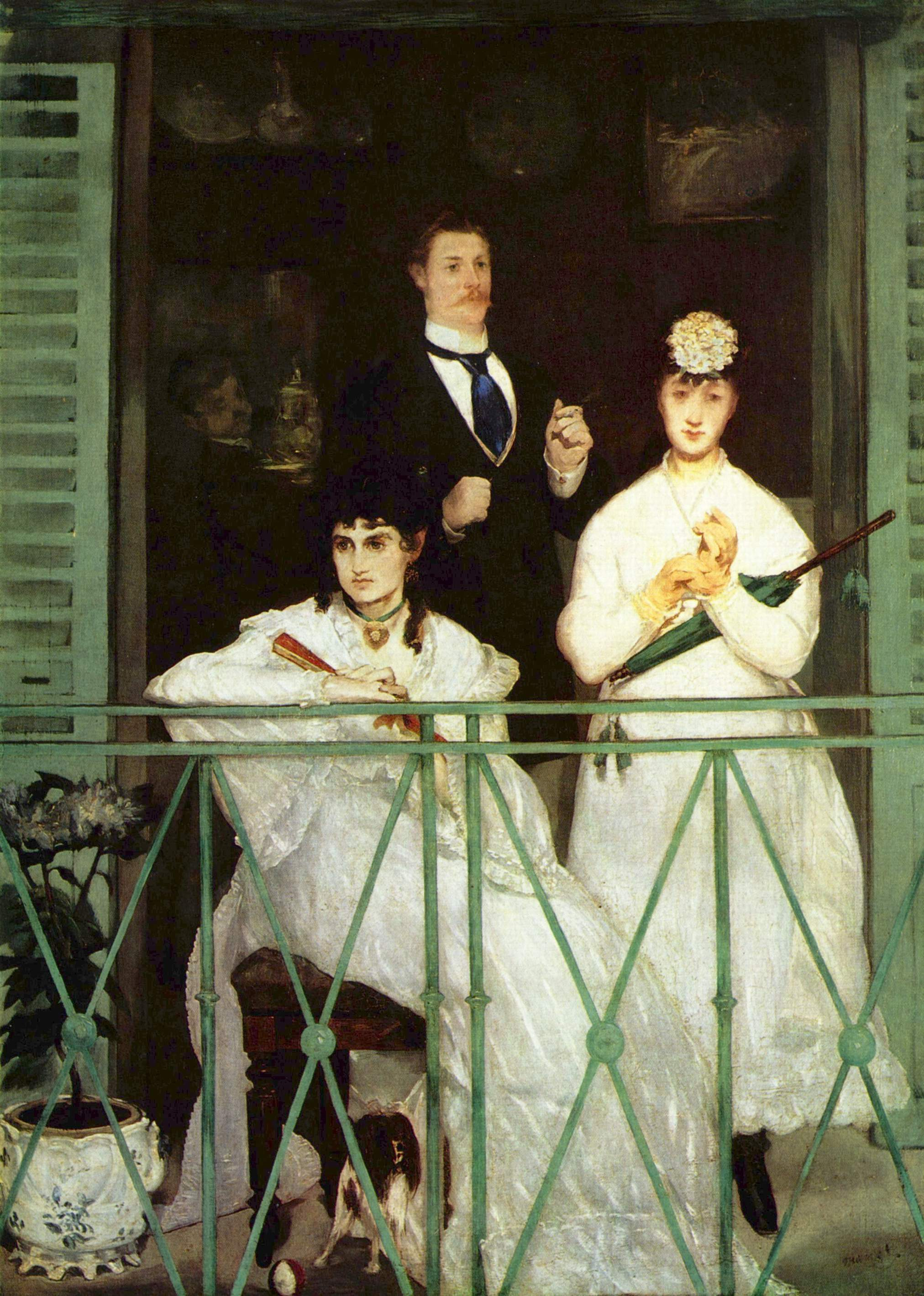
爱德华·马奈《阳台》
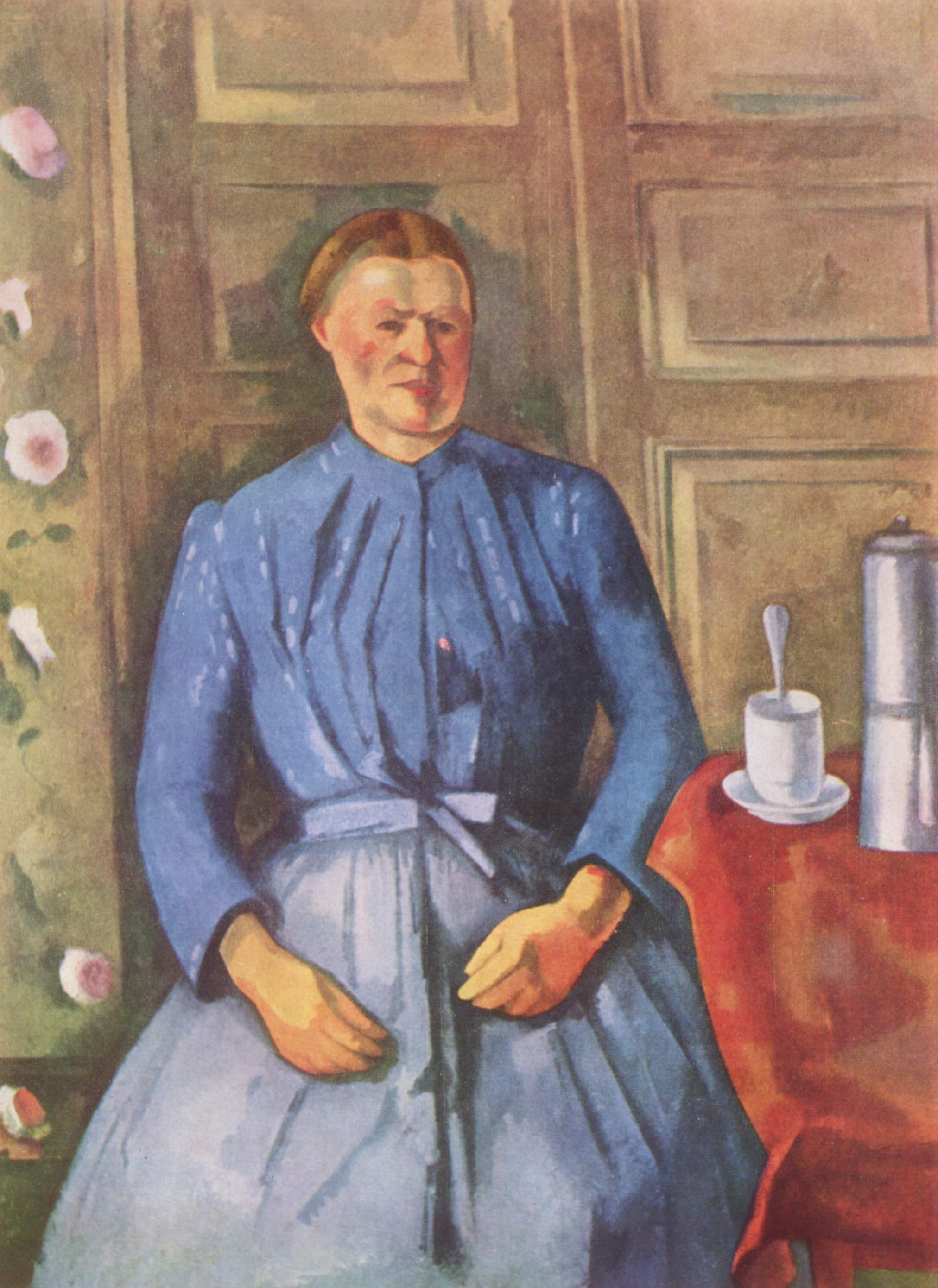
保罗·塞尚《咖啡壶边的妇女》
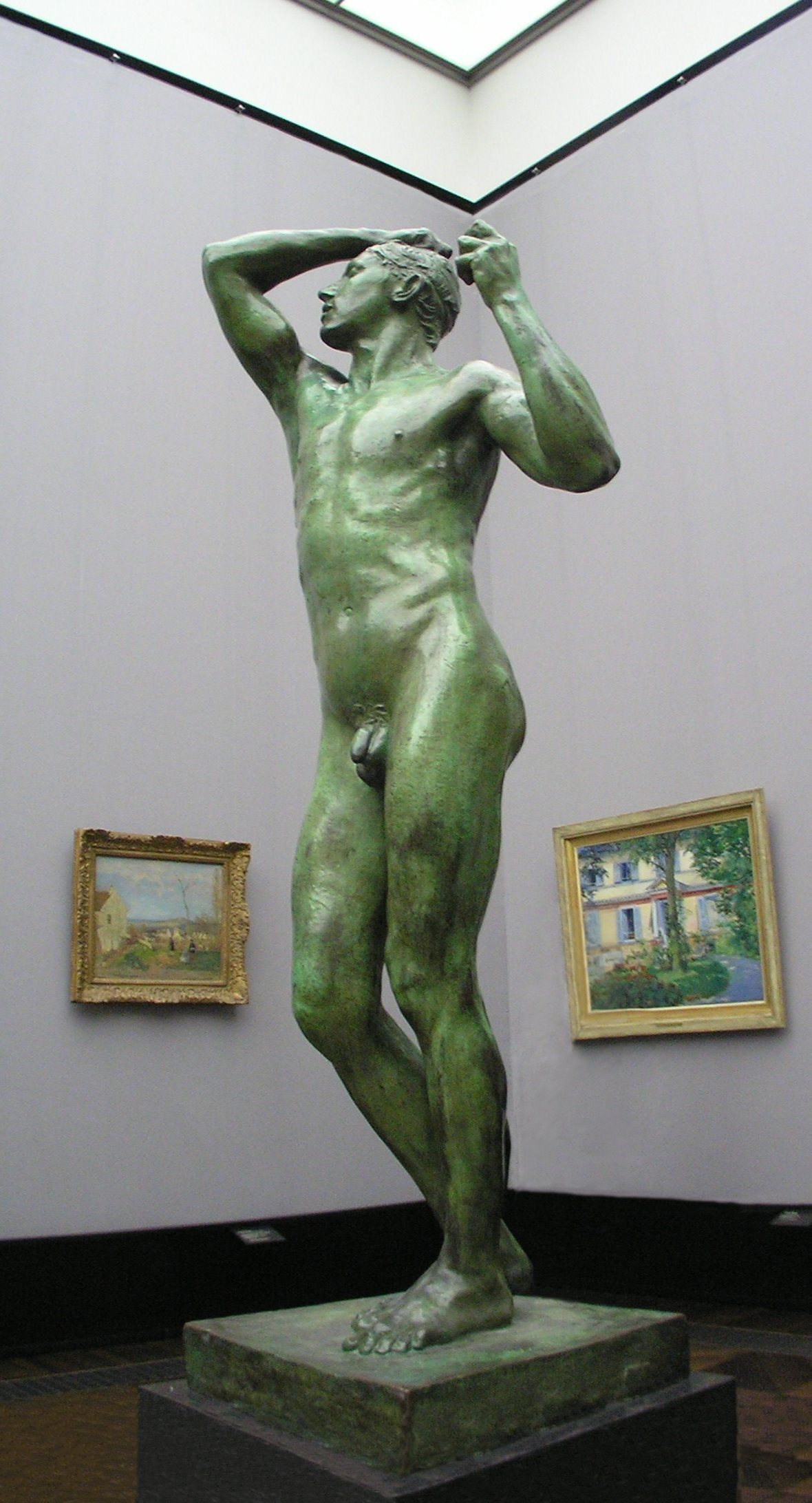
奥古斯特·罗丹《青铜时代》